# Čokoladna cista jajnika
Čokolada cista jajnika, endometriodna cista jajnika (lat. cystis picea ovarii)  jedna je od nekoliko vrsti cisti na jajnicima,  koju karakteriše nalaz i rast tkiva endometrijuma (unutrašnjeg sloja maternice) izvan endometrijuma i miometrijuma maternice. Naziv „čokoladna cista” dolazi od tamno smeđeg izgleda njenog sadržaja, čija boja potiče od krvnih ugrušaka koji nastaju kada se krv nakuplja u cisti tokom svake sledeće menstruacije. Vremenom cista može narasti do veličine pomorandže.

## Epidemiologija
Utvrđeno je da endometriodna cista jajnika pogađa oko 10% žena u reproduktivnom dobu. Međutim, samo oko 3% žena u reproduktivnom dobu ima klinički značajnu bolest. Među ovih 3%, postoje specifične populacije u kojima je endometrioza prilično rasprostranjena. Na primer, endometriodna cista jajnika je pronađena kod skoro 50% žena koje imaju problema sa neplodnošću i kod skoro 70% žena sa bolom u karlici.
Postoje ograničeni podaci kada se posmatra prevalencija endometriodne ciste jajnika. Međutim, procenjuje se da 17 do 44% žena sa endometriozom ima endometriodnu cistu jajnika,  a 28% ovih žena će imati bilateralne endometriodne ciste jajnika.  U specifičnoj populaciji subfertiliteta, oko 17% ovih žena ima endometriodne ciste jajnika.

### Faktori rizika
Takođe postoje ograničeni podaci koji ukazuju na specifične faktore rizika samo za endometriodne ciste jajnika. Međutim, poznati su opšti faktori rizika za razvoj endometrioze, koji uključuju:
- nuliparitet,

- rana menarha (obično pre 11 do 13 godina)[20]

- kasna menopauza, kratki menstrualni ciklusi (manje od 27 dana).[21]

- jako menstrualno krvarenje.[22]

- Milerove anomalije[23]

- visina veća od 68 inča[24]

- nizak indeks telesne mase (BMI)[22]

- potrošnja velikih količina trans nezasićenih masti.[25]

- izloženost dietilstilbestrolu u materici.[26]

Pored faktora rizika za endometriozu, na pojavu bolesti utiču i drugi rizici za pacijente. Mnogi od njih su prethodno razmatrani, kao što su neplodnost, hronični bol u karlici, dishezija, dispareunija i dismenoreja. Međutim, takođe je utvrđeno da žene sa endometriozom imaju povećan rizik za određene vrste raka jajnika. Ukupan rizik od raka jajnika ostaje nizak. Međutim, višestruke studije su pokazale da žene sa endometriozom imaju veću incidencu bistrih ćelija i endometrioidnog karcinoma jajnika. Jedna studija iz Finske, otkrila povećani rizik samo kod žena koje su imale endometriodnu cistu jajnika.

## Etiopatogeneza
Tačan uzrok nastanka čokoladne ciste je nepoznat. Postoje brojne teorije o nastanku endometrioze koje se razvijaju se u dva glavna pravca.
- Jedan teorija uastupa ideju metaplazije epitela određenog organa, u epitel endometrijuma.
- Druga teorija razmatra ideju endometriotskog implantanta, ili dolaska endometrijskih ćelija do određenog mesta u kome se obavlja njihova implantacija, kod čokoladne ciste to je jajnik.[23]

| Srednje vreme (godine) od prvih simptoma do odlaska lekaru i hirurške dijagnoze prema starosti kada su simptomi nastali. | Srednje vreme (godine) od prvih simptoma do odlaska lekaru i hirurške dijagnoze prema starosti kada su simptomi nastali. | Srednje vreme (godine) od prvih simptoma do odlaska lekaru i hirurške dijagnoze prema starosti kada su simptomi nastali. | Srednje vreme (godine) od prvih simptoma do odlaska lekaru i hirurške dijagnoze prema starosti kada su simptomi nastali. |
| Starost u vreme pojave simptoma                                                                                          | Vreme od prvih simptoma do odlaska lekaru                                                                                | Vreme od odlaska lekaru do hirurške dijagnoze                                                                            | Ukupno vreme od prvih simptoma do dijagnoze                                                                              |
| --- | --- | --- | --- |
| < 19 | 2.0 | 9.0 | 12.1 |
| 20-29 | 0,5 | 4.0 | 4.5 |
| > 30 | 0.2 | 3.0 | 3.3 |
| p | < 0,01 | < 0,01 | < 0,01 |

## Klinička slika
Glavni i najčešći simptom ćokoladne ciste jajnika je karlični bol. Bol je obično srazmeran proširenosti bolesti, iako neke žene ne osećaju, ili osećaju vrlo mali bol, uprkos znatne raširenosti i uznapredovalosti bolesti. Bol može biti i intenzivan, uprkos vrlo malom žarištu endometrioze. Ostali simptomi mogu uključivati:
- dismenoreja, koja može biti progresivna
- hronični bol (u donjem delu leđa i karlici, ili trbušni bol)
- dispareunija
- bolna peristaltika ili bolno mokrenje (dizurija)
- obilno menstruacijsko krvarenja (menoragija)
- mučnina i povraćanje
- premenstrualno ili intermenstrualno mrljasto krvarenje.

## Dijagnoza
Kod sumnje na cistu jajnika dijagnoza se postavlja ultrazvučnim pregledom, tokom koga se može jasno uočiti endometriotsku (čokoladna) cista jajnika, ali se ne može utvrditi dali postoje sitna žarišta na peritoneumu male karlice.
Ako se utvrdi da postoji indikacija za dijagnostičku laparoskopiju, njom se može potvrdi dijagnoza, uoče sve promene u karličnoj duplji i proceniti stepen proširenosti bolesti.
Takođe treba uraditi analizu marker Ca-125 koji je kod endometrioze obično umereno povišen.
Prema indikacijama radi se imdžing (CT i MRI).

## Terapija
Ako je jajnik u potpunosti pretvoren u čokoladnu cistu, neophodno je obaviti njegovo uklanjanje, a u slučaju da postoje manja žarišta cista, i eventualne priraslice uklanjaju se elektrokauterizacijom.
Oporavak posle laparoskopske operacije je kratak, a operacija je obavezna i jer nelečena endometrioza može ugroziti plodnost žene.

## Prognoza
Ukupna prognoza za pacijente sa endometriozom je povoljna. Ovo je benigna bolest. Međutim, kod ove bolesti hronično stanje može biti i progresivno. Pacijenti sa endometriom označavaju one sa težim oboljenjem i stoga mogu imati više dugoročnih komplikacija od bolesti. Čak i ako je lečenje neko vreme efikasno za pacijente, to je, stanje sa visokim nivoom ponavljanja. Stoga je glavni problem ove bolesti nedostatak definitivnog lečenja, što može izazvati dugotrajne probleme kao što su bol i neplodnost. Ipak, većina žena ima poboljšanje simptoma kada uđu u menopauzu zbog nedostatka ciklične hormonske signalizacije.

## Komplikacije
Dve glavne komplikacije endometrioma su iste kao i kod endometrioza uopšte. Ove komplikacije uključuju hronični bol u karlici i neplodnost. Pored toga, ako je endometriom 6 cm ili veći, to dovodi do povećanog rizika od torzije jajnika, što zahteva hitnu hiruršku intervenciju jerf može dovesti do gubitka jajnika.
Žene sa endometriozom imaju povećan rizik za određene vrste raka jajnika, a endometriomi nose mali rizik od nadogradnje na malignitet. Međutim, rizik od njih je veoma nizak.

## Spoljašnje veze
Mediji vezani za članak Čokoladna cista jajnika na Vikimedijinoj ostavi

|  | Molimo Vas, obratite pažnju na važno upozorenje u vezi sa temama iz oblasti medicine (zdravlja). |